# Wydział Mechaniczny Politechniki Wrocławskiej
Wydział Mechaniczny (W-10) Politechniki Wrocławskiej – jednostka naukowo-dydaktyczna (jeden z 14 wydziałów) Politechniki Wrocławskiej, która powstała w 1949 roku. Działalność naukowo-dydaktyczna w dziedzinie mechaniki została zapoczątkowana już w 1945 roku jako Oddział Mechaniczny w ramach Wydziału Mechaniczno-Elektrotechnicznego. Według Ministerstwa Nauki i Szkolnictwa Wyższego wydział posiada kategorię "A".

Wydział zatrudnia 210 nauczycieli akademickich, w tym:
20 z tytułem naukowym profesora

22 ze stopniem naukowym doktora habilitowanego

168 ze stopniem naukowym doktora

## Struktura Wydziału
- Katedra Konstrukcji i Badań Maszyn - W10/K1
- Katedra Inżynierii Pojazdów - W10/K2
- Katedra Technologii Laserowych, Automatyzacji i Organizacji Produkcji - W10/K3
- Katedra Materiałoznawstwa, Wytrzymałości i Spawalnictwa - W10/K4
- Katedra Inżynierii Maszyn Roboczych i Pojazdów Przemysłowych - W10/K5
- Katedra Podstaw Konstrukcji Maszyn i Tribologii - W10/K7
- Katedra Inżynierii Biomedycznej, Mechatroniki i Teorii Mechanizmów - W10/K8
- Katedra Logistyki, Systemów Transportowych i Układów Hydraulicznych - W10/K9
- Katedra Mechaniki i Inżynierii Materiałowej - W10/K10
- Katedra Obrabiarek i Technologii Mechanicznych - W10/K11
- Katedra Odlewnictwa, Tworzyw Sztucznych i Automatyki - W10/K12
- Katedra Obróbki Plastycznej i Metrologii - W10/K13

## Władze Wydziału
- Dziekan prof. dr hab. inż. CELINA PEZOWICZ
- Prodziekan ds. ogólnych dr hab. inż. SYLWIA WERBIŃSKA-WOJCIECHOWSKA, prof. uczelni
- Prodziekan ds. studiów stacjonarnych dr inż. ARTUR GÓRSKI
- Prodziekan ds. studiów stacjonarnych dr hab. inż. MIROSŁAW BOCIAN, prof. uczelni
- Prodziekan ds. studiów stacjonarnych dr inż. TOMASZ PIWOWARCZYK
- Prodziekan ds. studiów niestacjonarnych dr inż. SŁAWOMIR SUSZ
- Prodziekan ds. studenckich dr inż. PAWEŁ KROWICKI

## Edukacja
Obecnie wydział daje możliwość podjęcia nauki na ośmiu kierunkach:
- Robotyka i automatyzacja procesów ( automatyka i robotyka) - studia I i II stopnia,
- mechanika i budowa maszyn - studia I i II stopnia, prowadzone również w języku angielskim Automotive Engineering,
- transport - I i II stopnia,
- zarządzanie i inżynieria produkcji - I i II stopnia, prowadzone również w języku angielskim Production Management( II stopień),
- Biomechanika inżynierska - studia I i II stopnia,
- mechatronika (międzywydziałowy) - I i II stopnia.
- Inżynieria pojazdów i napędów niskoemisyjnych- I stopnia.
- Logistyka przemysłowa- I stopnia

Dodatkową formą kształcenia są studia podyplomowe oraz wszelkiego rodzaju szkolenia mające na celu uzupełnianie wiedzy, aby nadążyć za nowościami technicznymi i technologicznymi.